# قتال

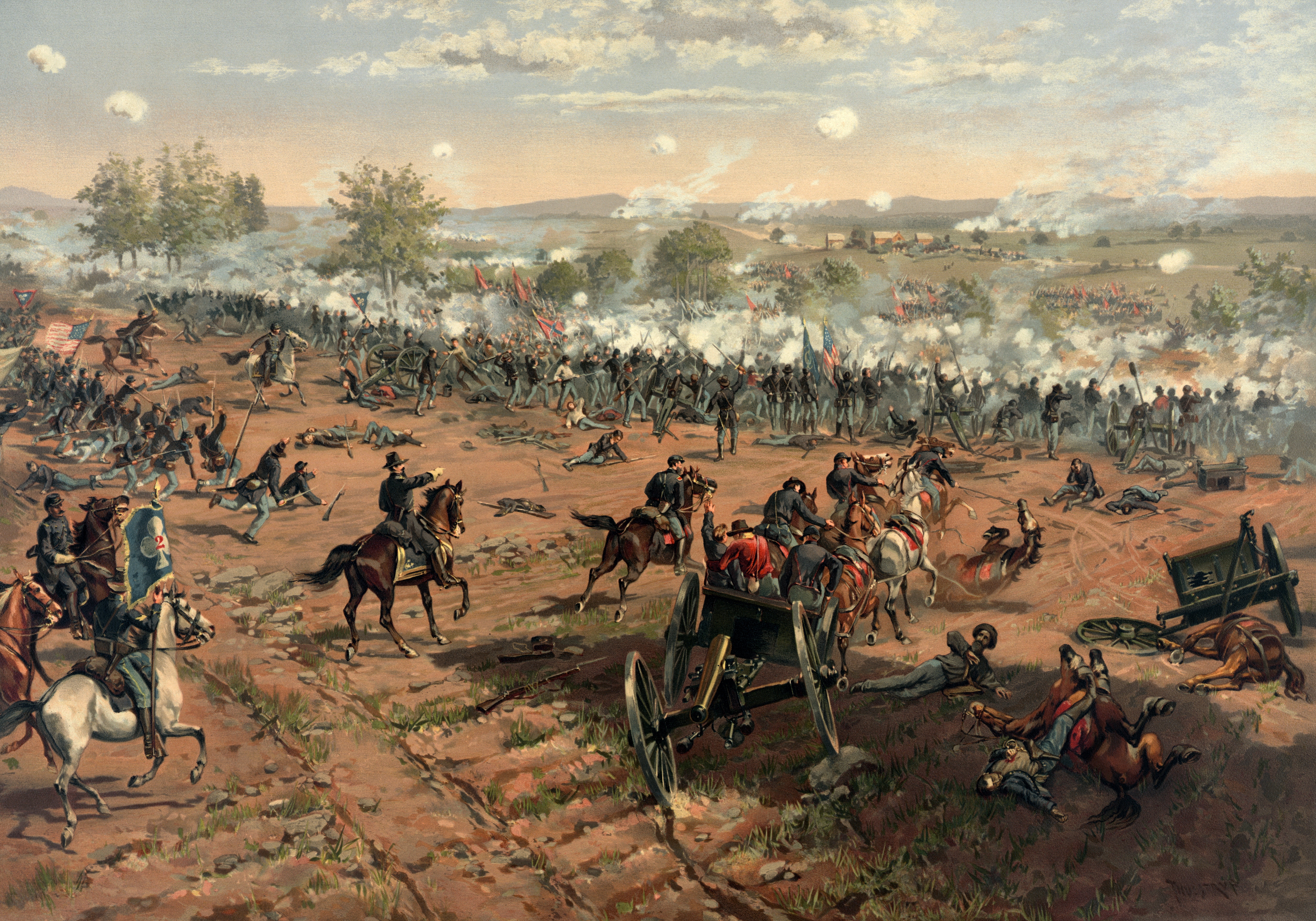
معركة جيتيسبيرغ، بريشة ثور دي ثولستروب.

القتال هو نزاع عنيف يهدف إلى إيذاء أو قتل العدو جسديًا. قد يكون القتال مسلحًا (باستخدام الأسلحة) أو غير مسلح (مثل القتال بالأيدي). يتم اللجوء أحيانًا إلى القتال كوسيلة للدفاع عن النفس، أو يمكن استخدامها كأداة لفرض الإرادة على الآخرين. يمكن أن تكون حالة القتال مواجهة قائمة بذاتها أو جزءًا صغيرًا من نزاع عنيف أكبر بكثير. وقد تكون حالات القتال حميدة وترفيهية أيضًا، كما هو الحال في الرياضات القتالية.
قد تمتثل لعبة Combat للقوانين المحلية أو الدولية المتعلقة بالنزاع أو تنتهكها. تتضمن أمثلة القواعد اتفاقيات جنيف (التي تغطي معاملة الأشخاص في الحرب) ، والفروسية في العصور الوسطى ، وقواعد مركيز كوينزبيري (التي تغطي الملاكمة) والعديد من أشكال الرياضات القتالية.

## أنواع القتال
هناك القتال بالأيدي أو الشجار وهو قتال من مسافة قريبة جدًا، يُهاجَم فيه الخصم بالجسد سواءً يالضرب أو الركل أو الخنق إلخ. أما القتال بأسلحة الشجار يُهاجَم فيه الخصم من مسافة قريبة بأسلحة مثل السكاكين أو السيوف أو الهراوات إلخ، على عكس القتال بعيد المدى.
أما القتال العسكري دائمًا ما يكون بين قوتين أو أكثر من القوات العسكرية المتصارعة في الحرب، ويُعرف النزاع العسكري إما بمعركة أو حرب، اعتمادًا على حجم القتال والمناطق الجغرافية التي تحدث فيها. وتخضع الحرب لقوانين الحرب التي تحكم أغراضها وسلوكها وتحمي حقوق المقاتلين وغير المقاتلين.